# St-Miliau (Guimiliau)

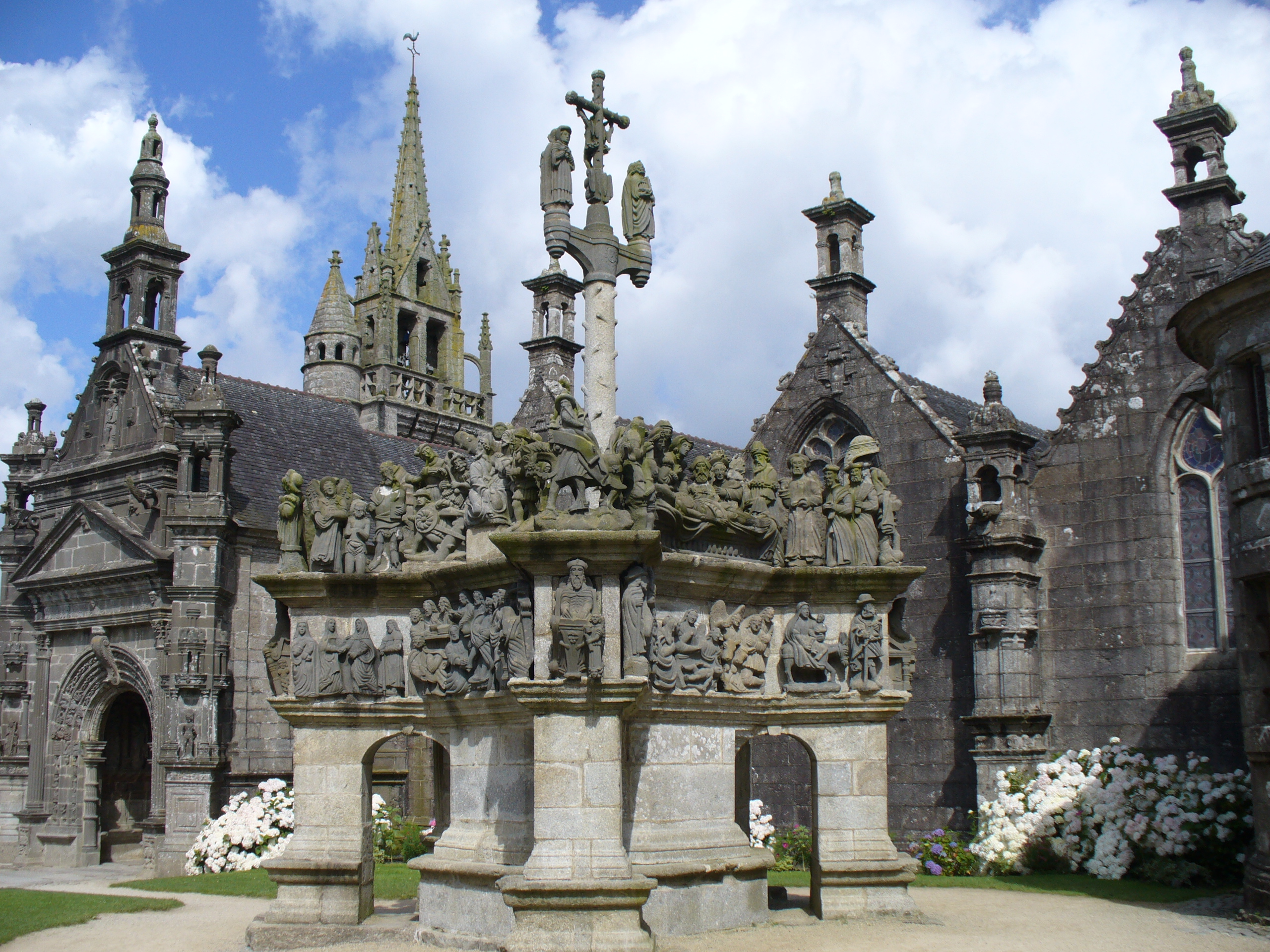
Pfarrkirche und Calvaire

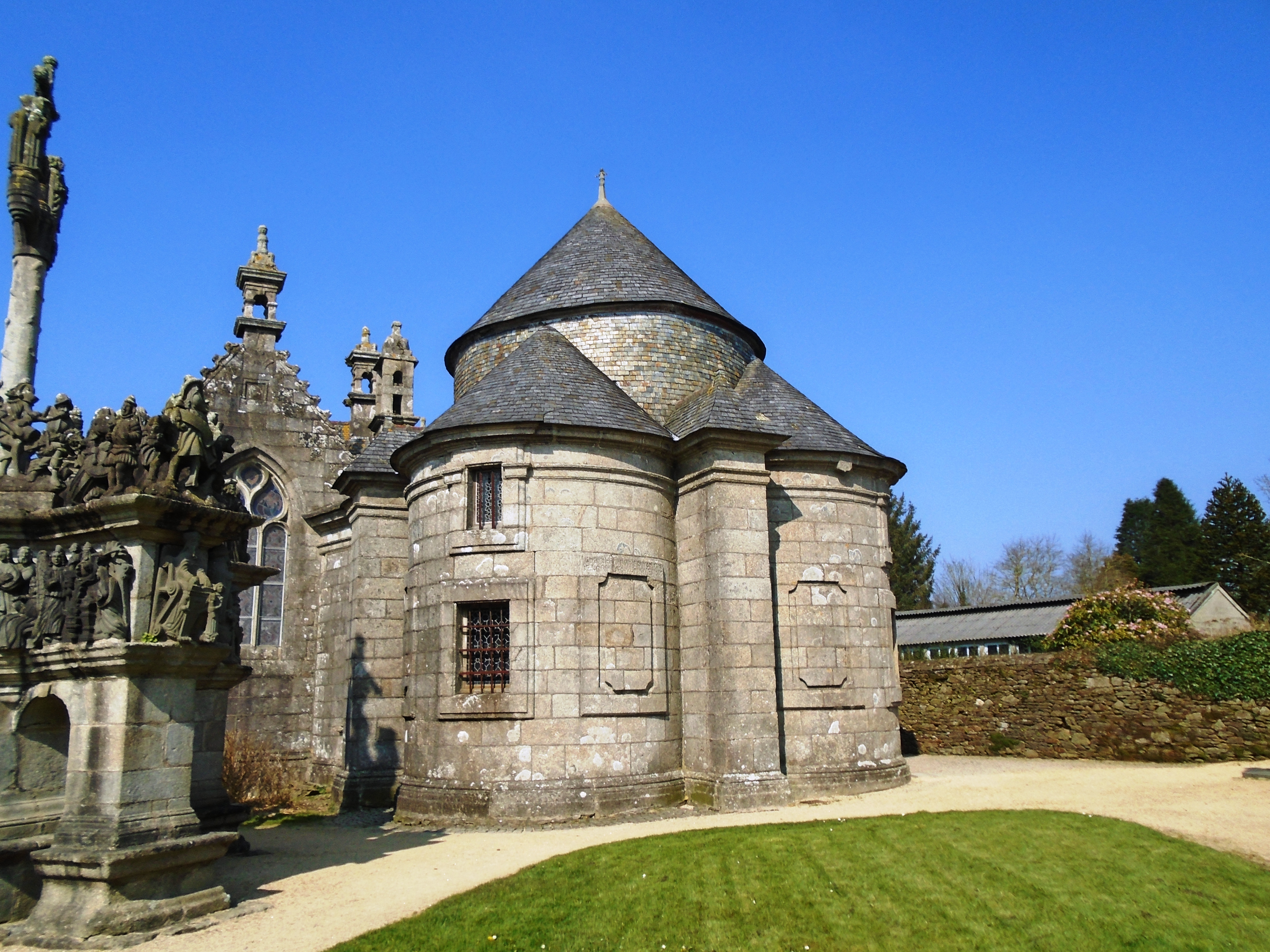
Sakristei

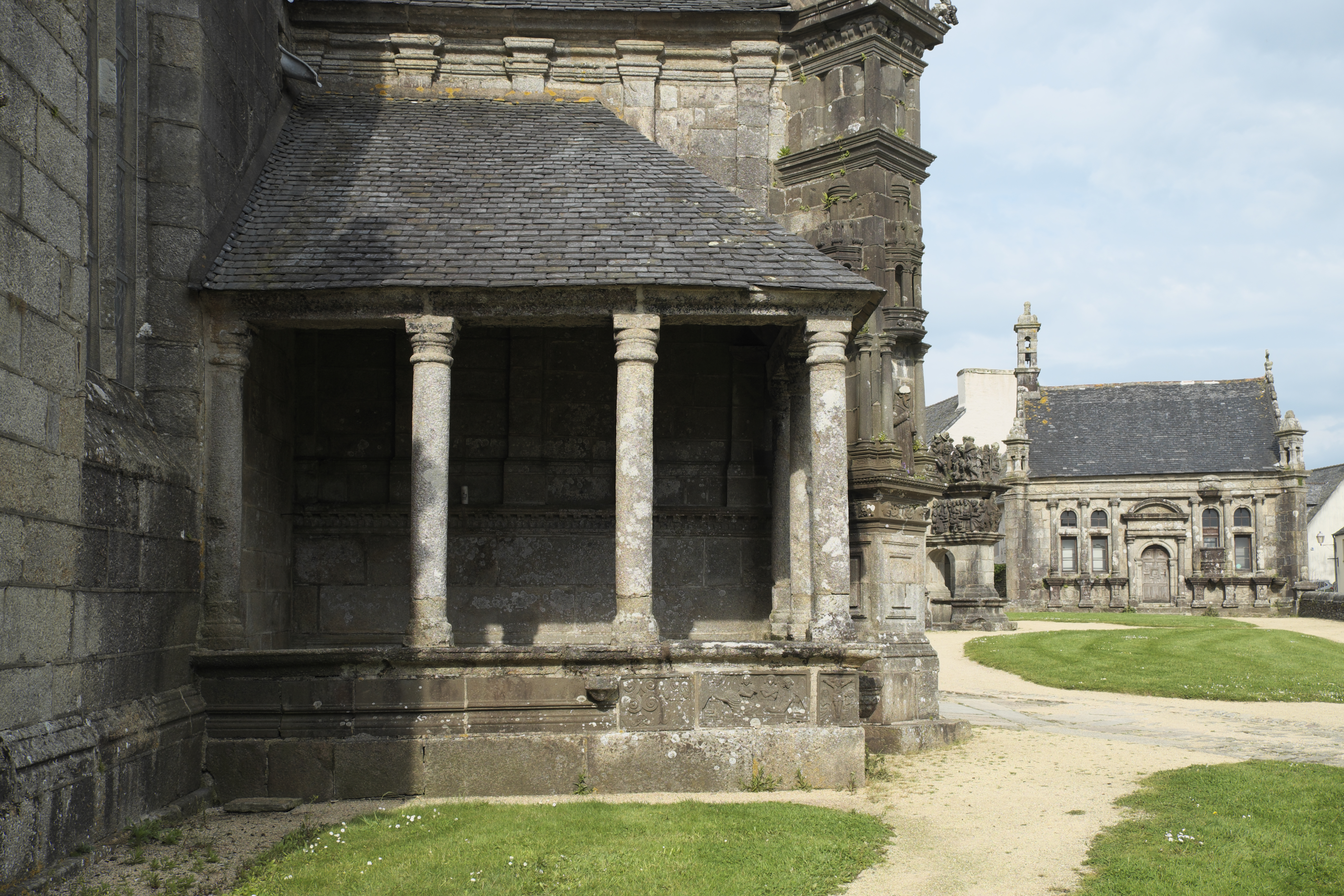
Beinhaus an der südlichen Vorhalle, im Hintergrund Kapelle Sainte-Anne

Die römisch-katholische Pfarrkirche Saint-Miliau in Guimiliau, einer Gemeinde im Département Finistère in der französischen Region Bretagne, wurde im 16. und 17. Jahrhundert im Übergang von der Flamboyantgotik zur Renaissance errichtet. Die Kirche ist dem Patrozinium des heiligen Miliau, einem legendären bretonischen Heiligen, unterstellt. In der Kirche ist eine reiche Ausstattung sowie ein Bleiglasfenster aus der Mitte des 16. Jahrhunderts erhalten. Im Jahr 1906 wurde die Kirche, die zu einem Umfriedeten Pfarrbezirk mit Umfassungsmauer, Triumphtor, Calvaire und zwei Beinhäusern gehört, als Monument historique in die Liste der Baudenkmäler (Base Mérimée) in Frankreich aufgenommen.

## Architektur

### Außenbau
An der Westfassade steht der über rechteckigem Grundriss erbaute Glockenturm, der älteste Teil der Kirche. Er wurde im frühen 16. Jahrhundert im sogenannten Beaumanoir-Stil errichtet, benannt nach einer Familie von Baumeistern, die zahlreiche Kirchen in der Bretagne im Stil der Flamboyantgotik schufen. An seiner Südseite ist ein runder Treppenturm mit Wendeltreppe angebaut, die zum Glockengeschoss führt. Die Ecken des Turms werden durch Strebepfeiler verstärkt, die bis zum Glockengeschoss reichen und auf denen eine Balustrade aufgesetzt ist. Der Tum wird von einer oktogonalen, steinernen Spitze bekrönt. Im Erdgeschoss des Turms ist ein von einem Kielbogen gerahmtes Portal eingeschnitten.
Das Portal an der Nordseite des Langhauses ist mit der Jahreszahl 1673 bezeichnet. Es war die Totenpforte und führte ursprünglich zum Friedhof. An der Südseite des Chors ist die Sakristei angebaut. Der Granitbau, eine Rotunde mit vier Apsiden, wurde zwischen 1676 und 1683 über einem kleeblattförmigen Grundriss errichtet.
Der kleine Anbau an der Westseite der Vorhalle diente, wie die eigenständige Kapelle Sainte-Anne, ebenfalls als Beinhaus.

### Vorhalle
Die Vorhalle liegt auf der Südseite der Kirche und wurde im Renaissancestil in den Jahren 1606–1617 unter der Herrschaft Ludwig XIII. erbaut. Ihr Portal wird von einem auf zwei korinthischen Säulen ruhenden Dreieckgiebel bekrönt, in dessen Gesims sich die Inschrift befindet: O QUAM METUENDUS EST LOCUS ISTE, VERE NON EST HIC ALIUD, NISI DOMUS DEI („O wie furchtgebietend ist dieser Ort; wahrhaft hier ist nichts anderes als Gottes Haus.“). Beiderseits erheben sich zwei wie Türmchen gestaltete Strebepfeiler. Auffällig sind auch die beiden sehr schlanken Wasserspeier in Gestalt eines Drachen und eines Löwen zwischen erstem Giebel und den Strebepfeilern. Über dem ersten erhebt sich dann ein zweiter Dreiecksgiebel, in dessen Mitte sich eine Nische befindet, deren Bekrönung von zwei ionischen Säulen getragen wird. In der Nische steht eine Statue des hl. Miliau mit Schwert und Zepter. Die ganze Fassade wird von einem hübschen Glockentürmchen mit einer zusätzlichen zweistöckigen Laterne gekrönt.
Die Gewände des Portals zeigen beiderseits je sieben biblische Szenen des Alten und Neuen Testaments. Um sie zu lesen, muss man immer (beginnend links unten) von links rechts wechseln. Sie werden dem Meister von Plougastel zugeschrieben.
|   | linke Seite | rechte Seite |
| - | --- | --- |
| 1 | Die Versuchung Evas: Sie lächelt entzückt über die Vorstellung, in den Apfel zu beißen, mit dem sie die Schlange lockt. In der Rechten hält sie ihre Brust, mit der Linken bedeckt sie ihre Nacktheit mit einem runden Blatt. Adam weist mit der Rechten auf sie, während die Linke ebenso ein rundes Blatt vorhält. | Adam und Eva, die ihre Nacktheit mit ihren Händen verdecken, werden von einem ein Schwert tragenden Engel aus dem Paradies vertrieben.                                          |
| 2 | Eva als Mutter mit ihren ersten beiden Kindern, von denen sie eines in den Armen hält, während das zweite in der Wiege liegt, daneben Adam als Landarbeiter | Kain, der seinen Bruder Abel erschlagen hat, bereut vor Gott, während die Leiche zu seiner Rechten liegt. Außen blicken menschliche Gesichter und Tierköpfe aus der Arche Noah. |
| 3 | Die beiden Opfer von Kain und Abel. Beim stehenden Kain sinkt der Opferrauch zur Erde nieder, während er beim knienden Abel zum Himmel emporsteigt. | Noah arbeitet in seinem Weinberg, während einer seiner Söhne die Trauben im Bottich keltert. Rechts finden die Söhne den vom Wein berauschten Noah.                             |
| 4 | Der Engel der Verkündigung mit seiner rechts neben ihm eingemeißelten Botschaft | Die Jungfrau Maria erhält die Verkündigungsbotschaft; ihre Antwort ist neben ihr eingemeißelt.                                                                                  |
| 5 | Die Geburtsszene Jesu mit Josef und Maria, Ochse und Esel und zwei anbetenden Engeln; das Kind liegt in einer Strohgarbe über einer Gewändefuge | Der Besuch Marias bei Elisabet, die sich über eine Gewändefuge hinweg die Hände reichen                                                                                         |
| 6 | Die Anbetung der Heiligen Drei Könige | Die Verkündigung der Geburt Jesu an die Hirten |
| 7 | Die Flucht der Heiligen Familie nach Ägypten | Die Beschneidung Jesu |

Diese Archivolte wird von einem beeindruckenden Schlussstein abgeschlossen. Dieser besteht aus einer großen Volute, die mit einem langen Akanthusblatt bedeckt ist. Auf der rechten Seite des Schlusssteins befindet sich die Jahreszahl 1617.

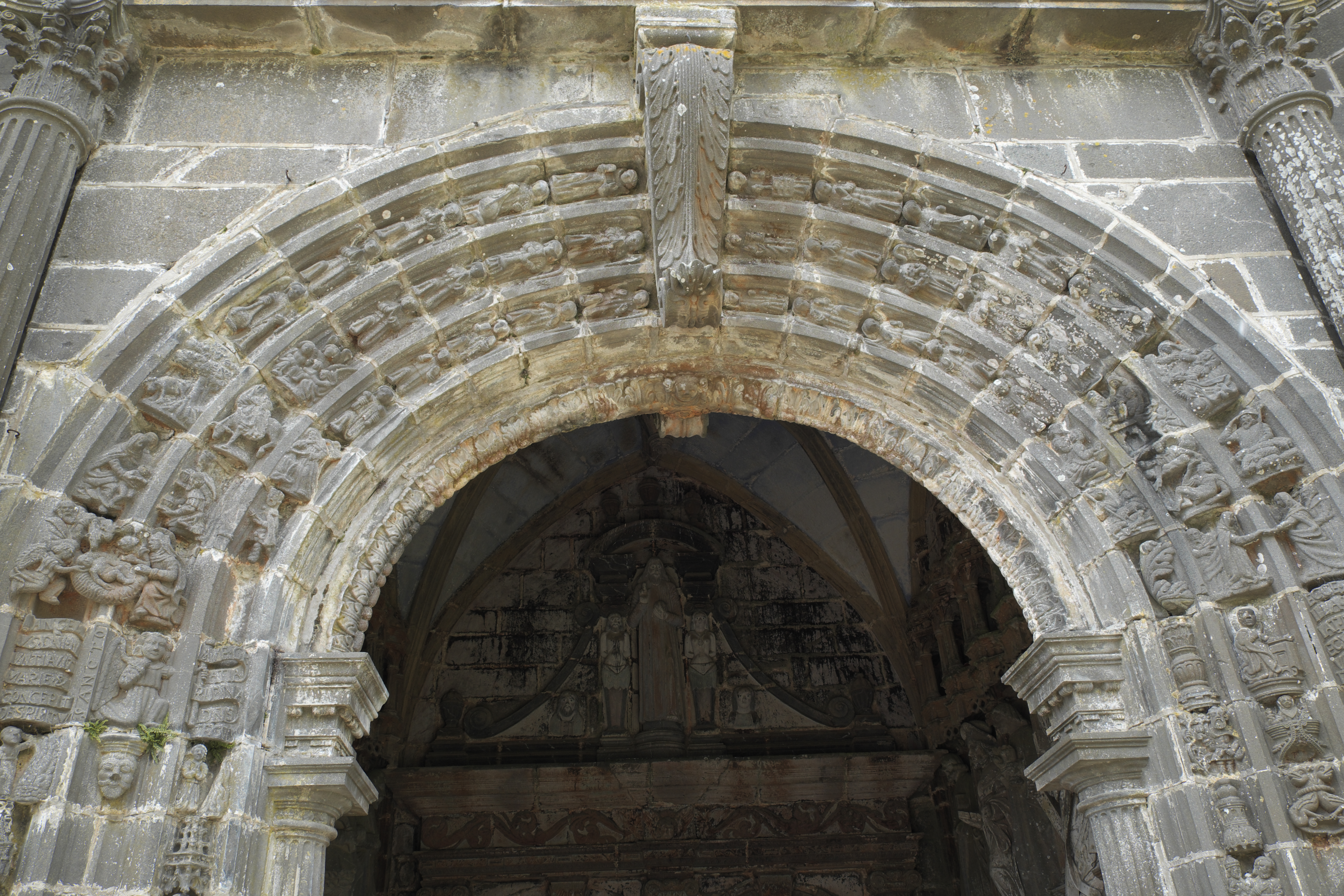
Archivolten am Südportal
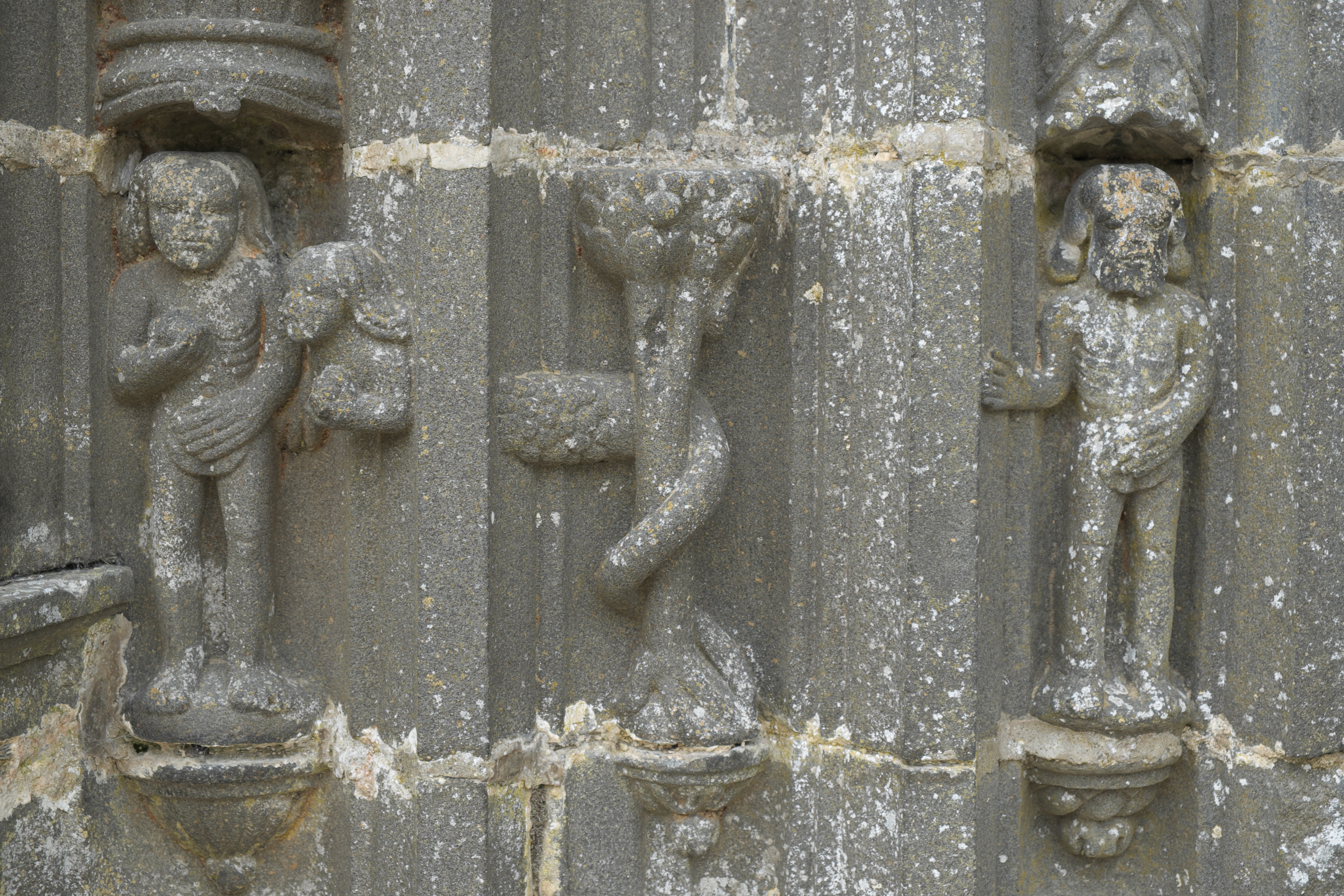
Die Versuchung Evas durch die Schlange
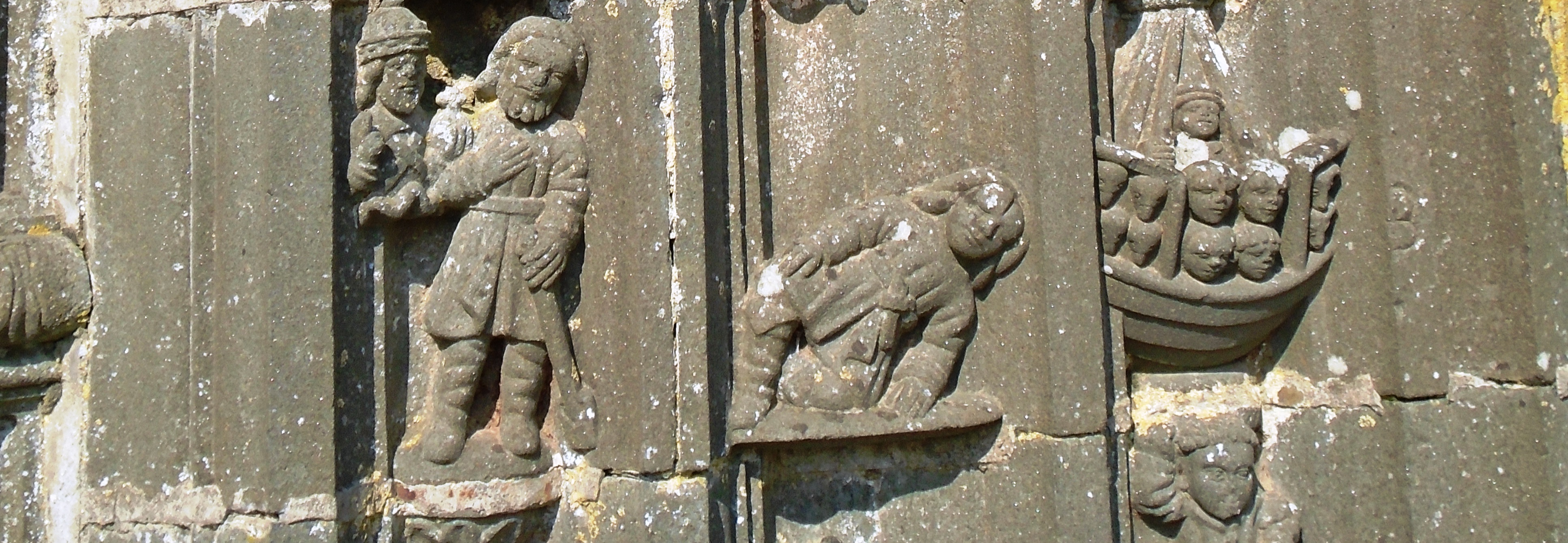
Kain bereut den Mord an Abel, daneben die Arche Noah
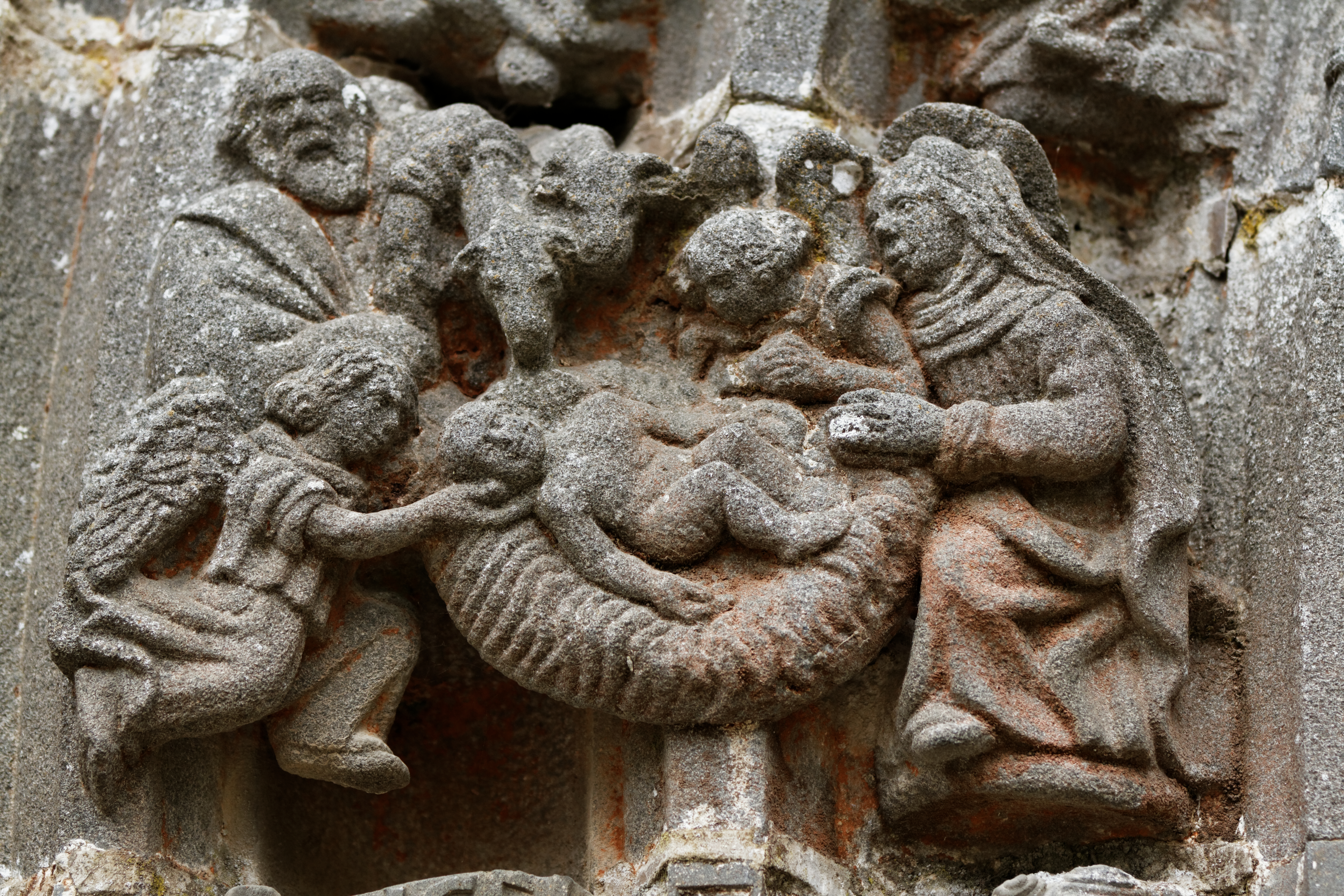
Christi Geburt
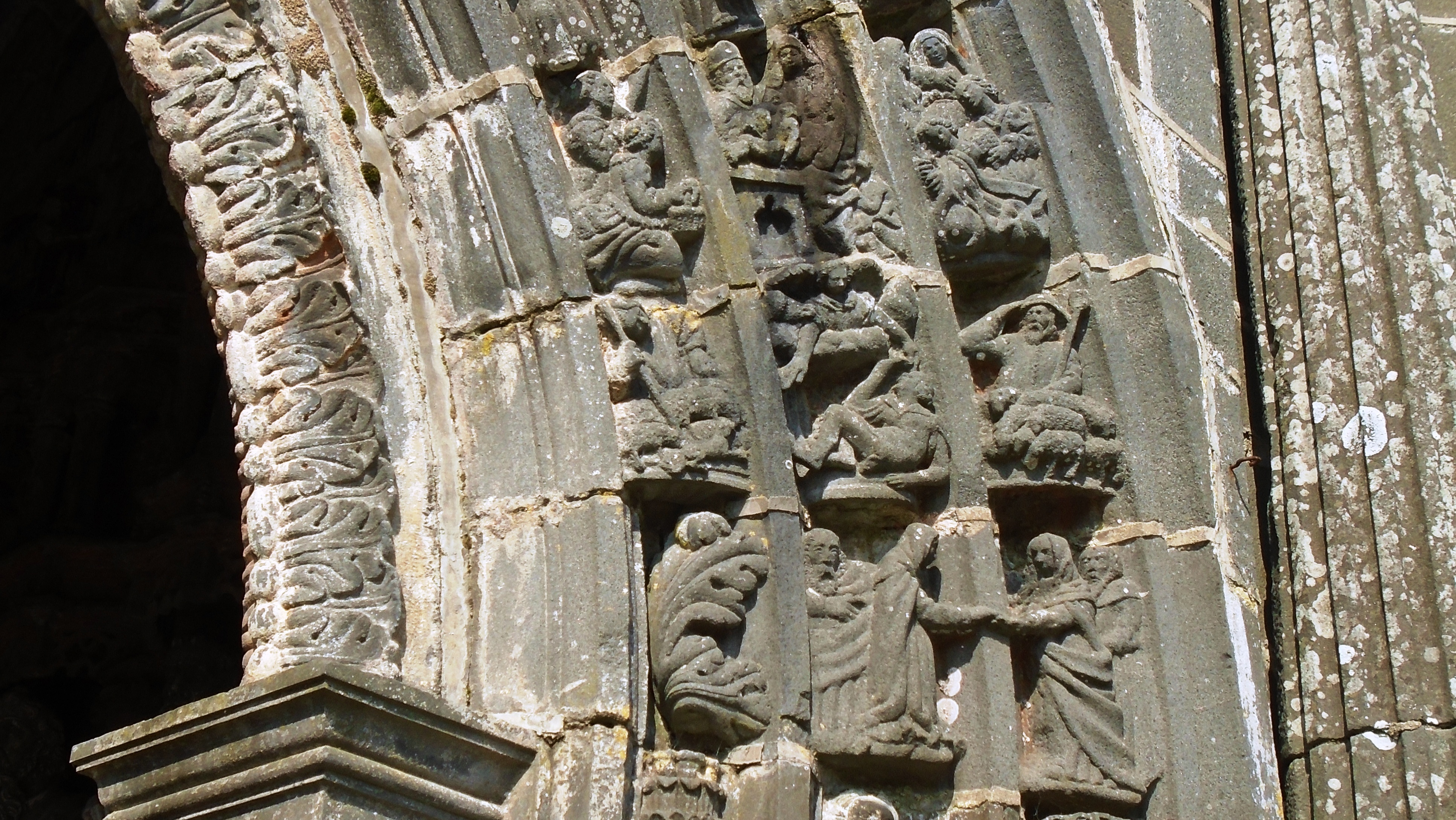
Mariä Heimsuchung, die Verkündigung an die Hirten und die Beschneidung Jesu

Das Gewölbe der Vorhalle ist ein vollendetes Kreuzrippengewölbe mit Abhänglingen, typisch für die Spätgotik. Beiderseits stehen in von ionischen Säulen umrahmten Nischen, die von aufwändig skulptierten Baldachinen überdacht sind, die Figuren der zwölf Apostel mit ihren Attributen. Sie sind aus Granit von Kersanton aus der Nähe von Brest gehauen. Aus der Höhe des Tympanons herab führt Christus den Vorsitz, flankiert von Adam und Eva als Karyatiden. Unter den Apostelfiguren befinden sich zwei Basreliefs mit figürlichen Szenen, die Erschaffung Evas aus der Seite Adams auf der einen und die Austreibung eines Dämons durch einen Mönch als Exorzisten auf der anderen Seite.

Am Mittelpfeiler zwischen den beiden Türen des inneren Portals der Vorhalle ist ein Weihwasserbecken aus Granit angebracht. Es wurde im Jahr 1602 geschaffen und besteht aus einer godronierten Schale, auf der ein Engel kniet, und einem Baldachin, der mit einem reichen Dekor aus Köpfen und Ornamenten verziert ist.

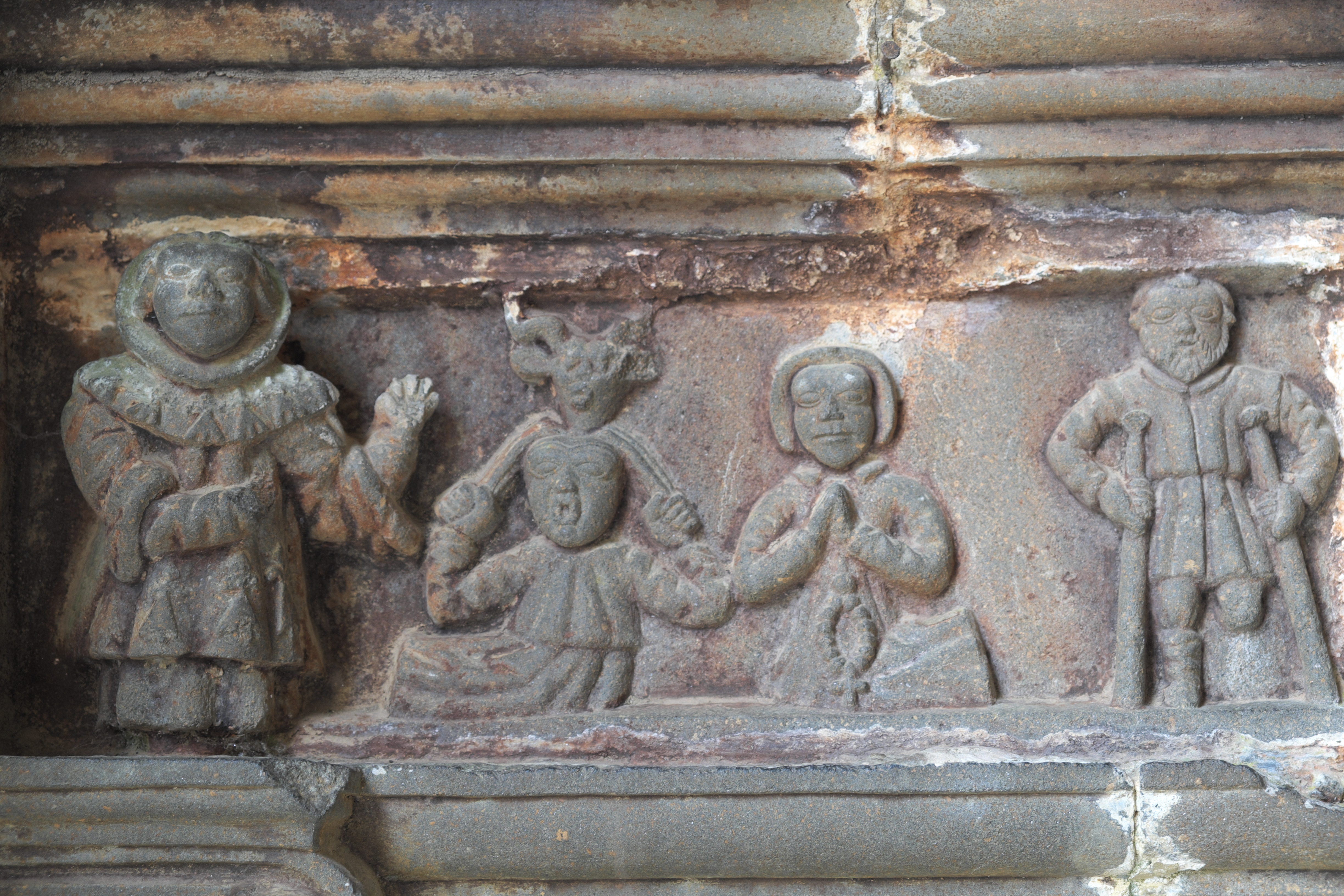
Austreibung eines Dämons
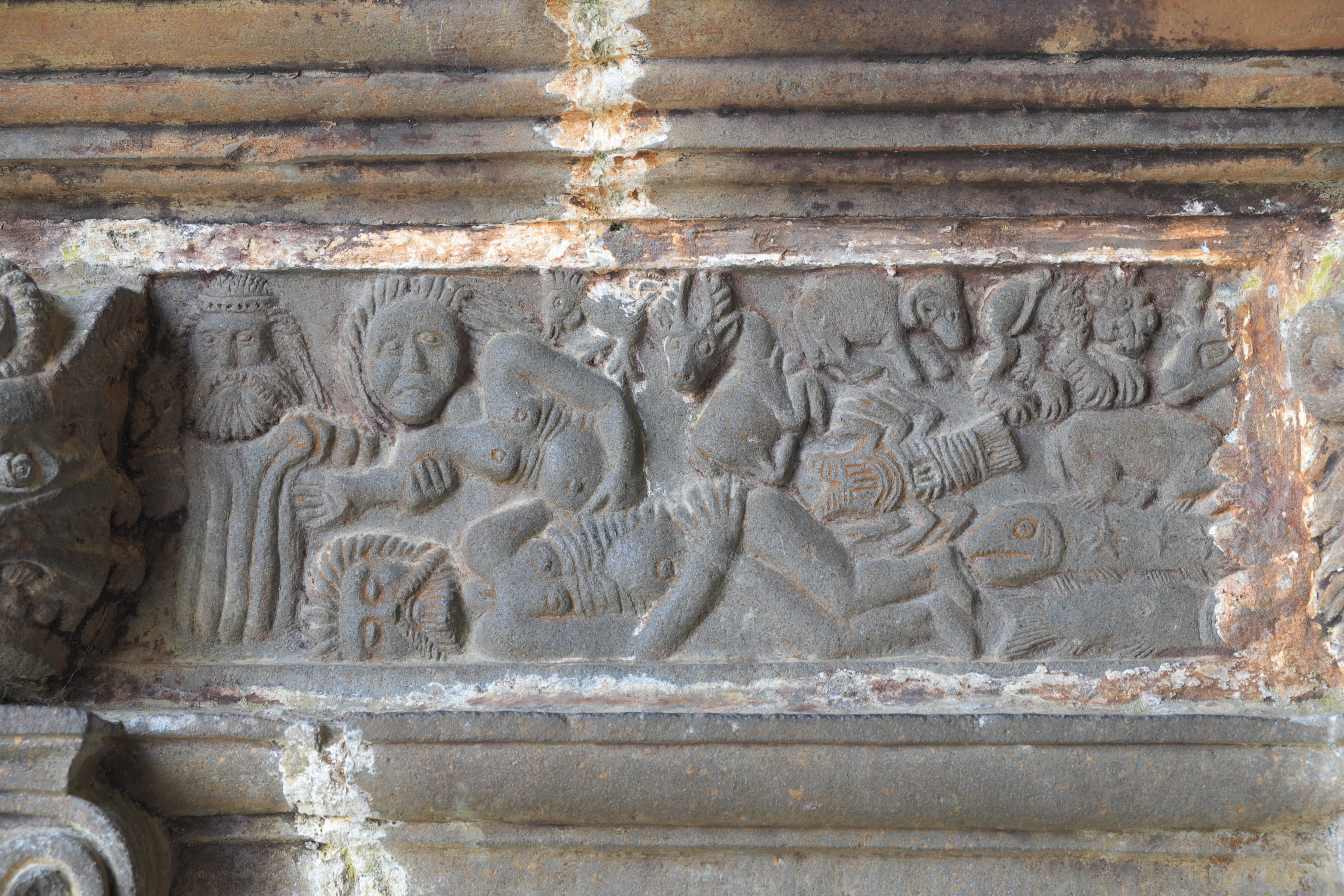
Erschaffung Evas aus Adams Seite
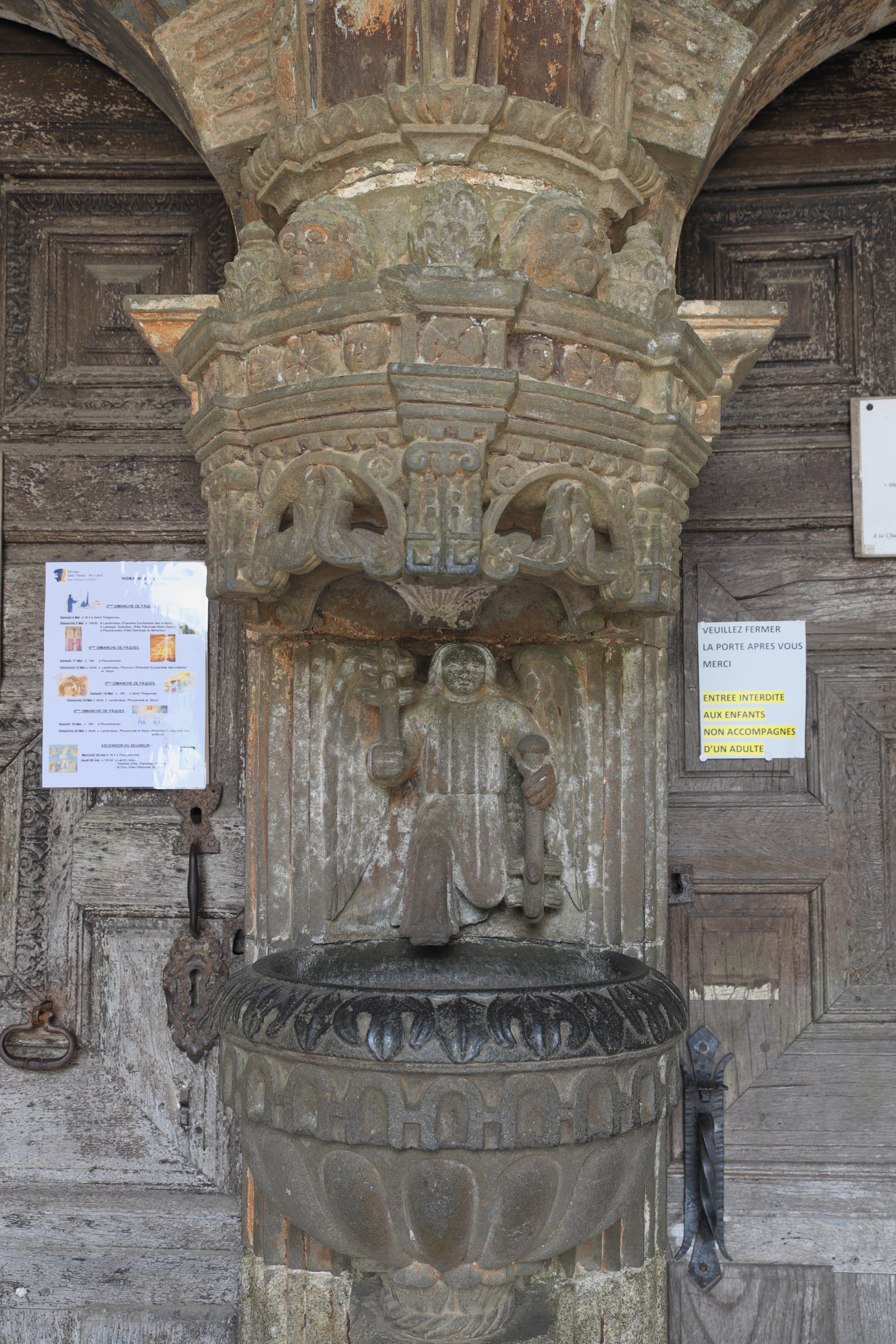
Weihwasserbecken am Mittelpfeiler
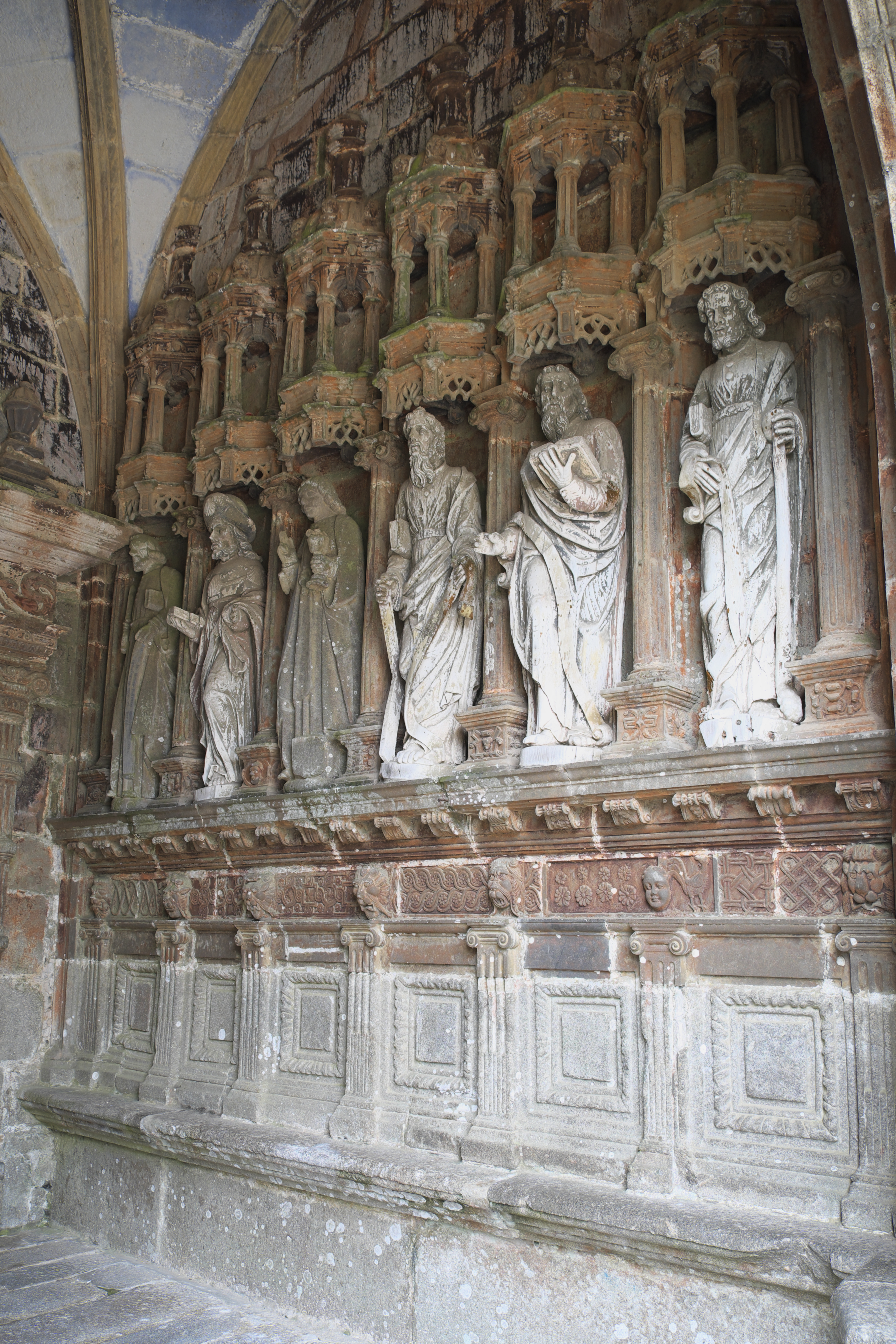
Apostelfiguren der rechten Seite
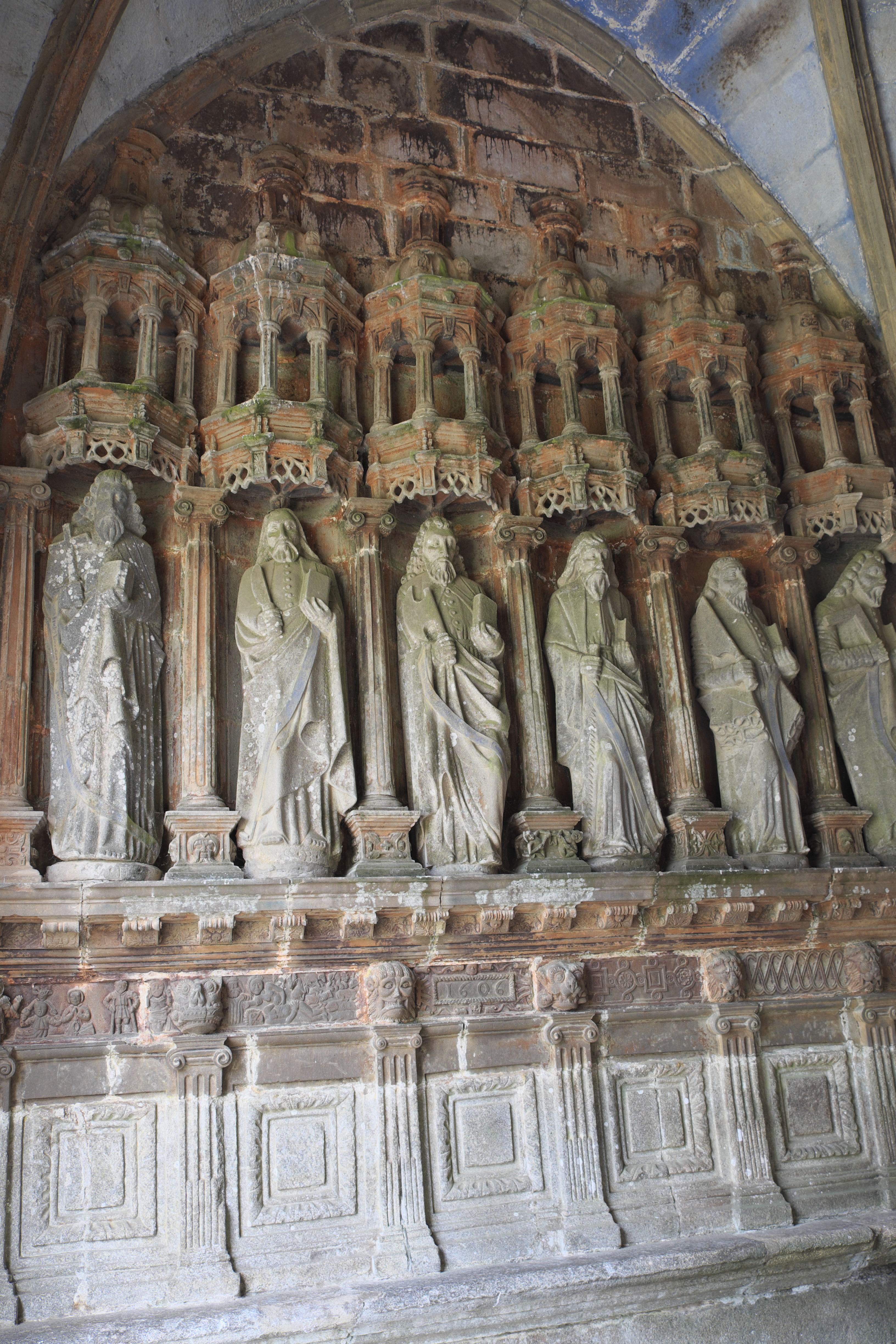
Apostelfiguren der linken Seite

### Innenraum

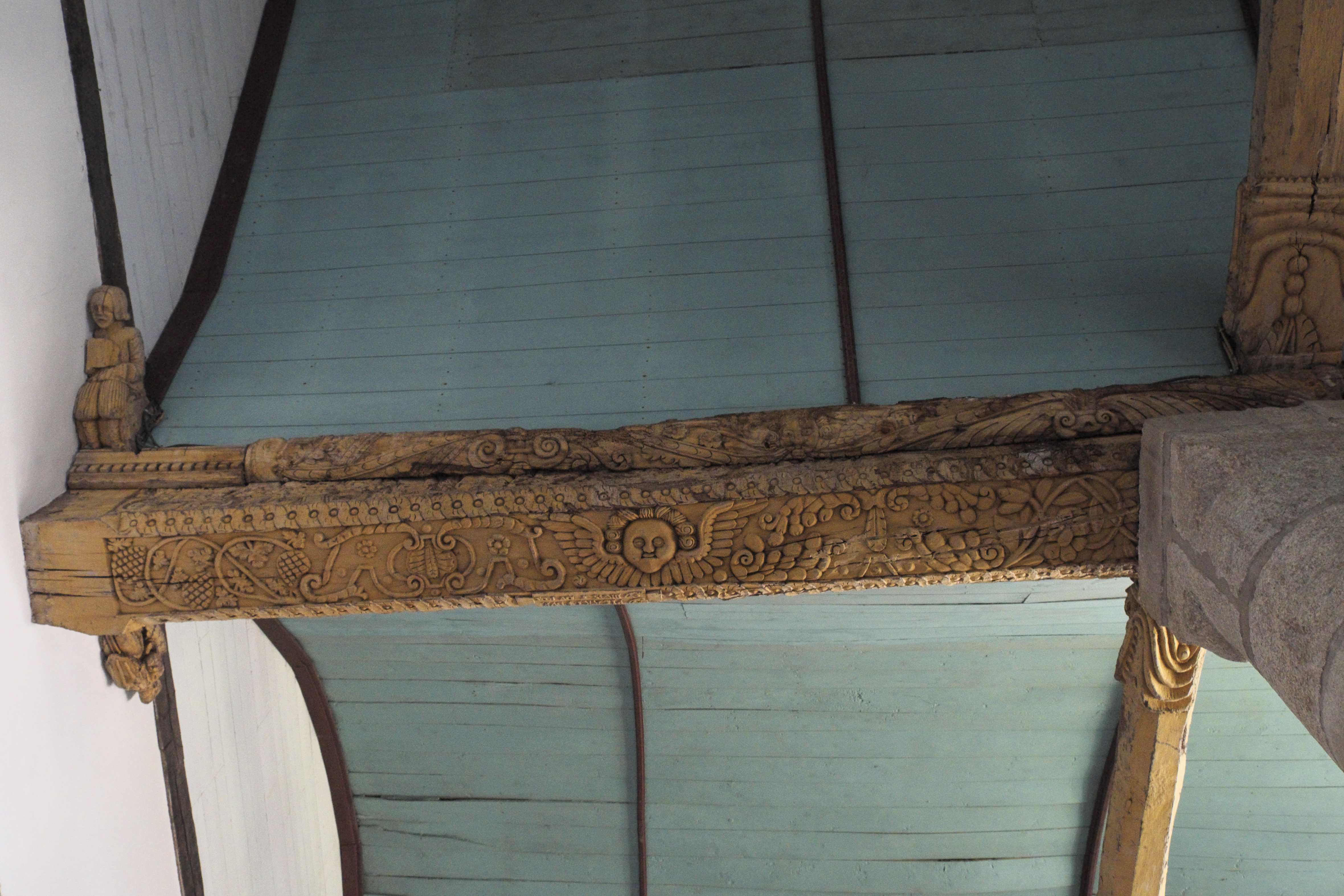
Geschnitzter Querbalken

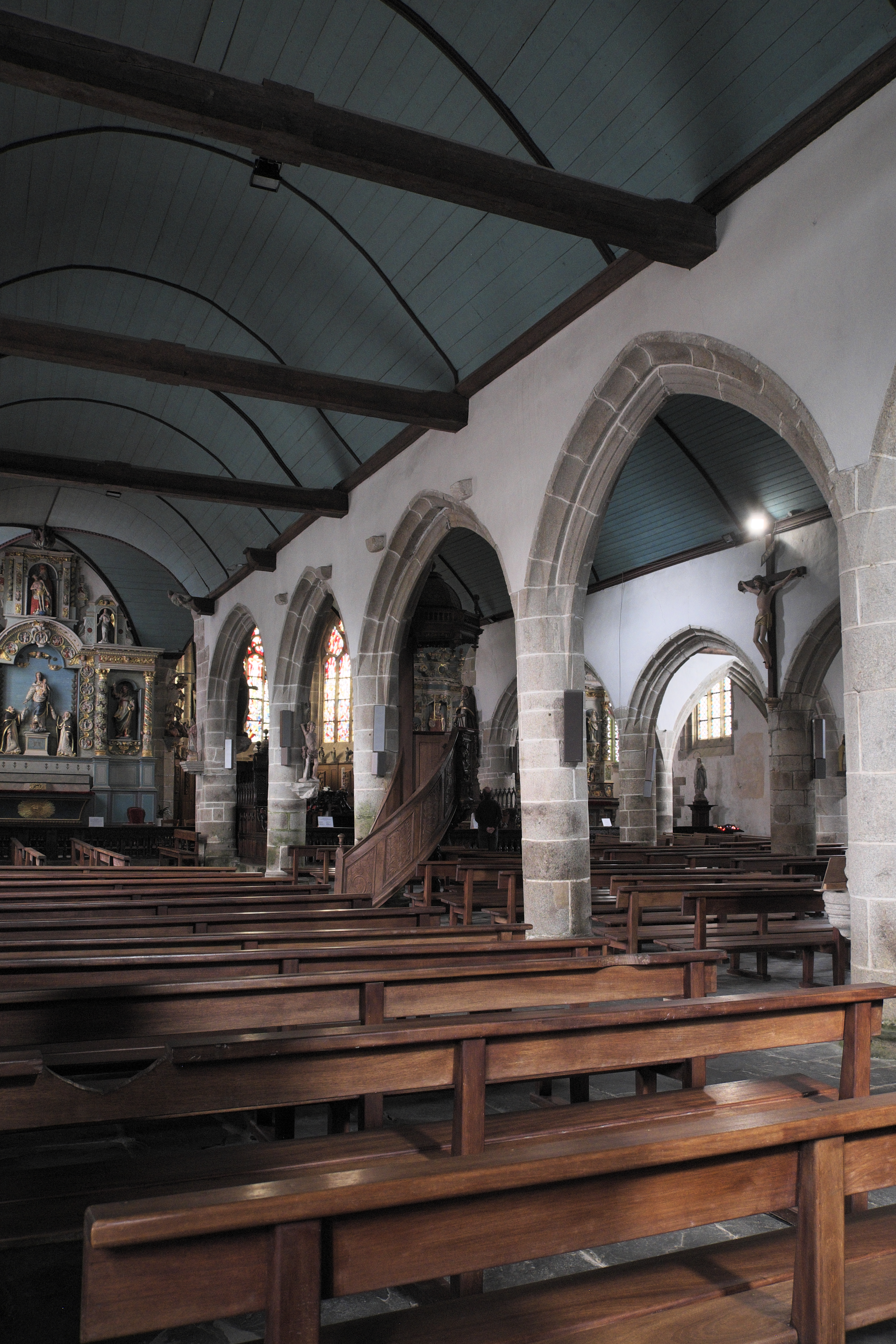
Innenraum

Die Kirche besitzt ein Haupt- und zwei Seitenschiffe sowie fünf Seitenkapellen mit Fenstern im Flamboyantstil. Hohe Spitzbogenarkaden, die auf Säulen ohne Kapitelle aufliegen, öffnen sich vom Hauptschiff zu den Seitenschiffen. Das nördliche Seitenschiff wurde 1633 erweitert, das südliche Seitenschiff 1642 durch den Anbau von Kapellen verdoppelt. Das ebenfalls durch den Anbau von Kapellen entstandene falsche Querhaus und der Chor mit seinem fünfseitigen Chorhaupt wurden 1664 fertiggestellt. Die Kirchenwände sind mit Kalk getüncht und das Holzgewölbe hat die Form eines umgekehrten Schiffsrumpfes. Dieses ruht auf vielen geschnitzten Quer- und Stützbalken. Der Chor erfährt eine gute Beleuchtung durch seine fünf großformatigen Fenster.

## Ausstattung des Kircheninneren

### Altäre
Während der Hauptaltar eine unspektakuläre Hinzufügung der Neuzeit ist, stammen die drei Altäre in den beiden Seitenschiffen alle aus dem 17. Jahrhundert.
- Josefsaltar:  An der Außenseite des südlichen Seitenschiffs zeigt er die Figur des hl. Josef in der zentralen Nische des Retabels zwischen verzierten Säulen mit korinthischen Kapitellen. Er führt den Jesusknaben an der Rechten und hält in der Linken eine Lilie. Er wird seitlich flankiert von Statuen der hl. Anna links und der hl. Elisabeth rechts. Sie stehen jeweils zwischen Säulen, die mit Weinranken umwunden sind. In der Etage darüber steht zentral die Figur des hl. Laurentius mit seinem Attribut, dem Rost, begleitet von jeweils zwei Engeln, die ovale Medaillons tragen. Links ist darauf die eherne Schlange des Mose abgebildet, rechts der Baum der Erkenntnis von Gut und Böse aus dem Paradies. In der untersten Etage befinden sich nochmals drei kleinere Nischen mit den Statuen des hl. Ivo Hélory in der Mitte, dem hl. Franziskus links und Saint Hervé rechts mit seinen Attributen, dem gezähmten Wolf, der ihm als Blindenhund diente, und einem kleinen Bauernjungen.[8][7]

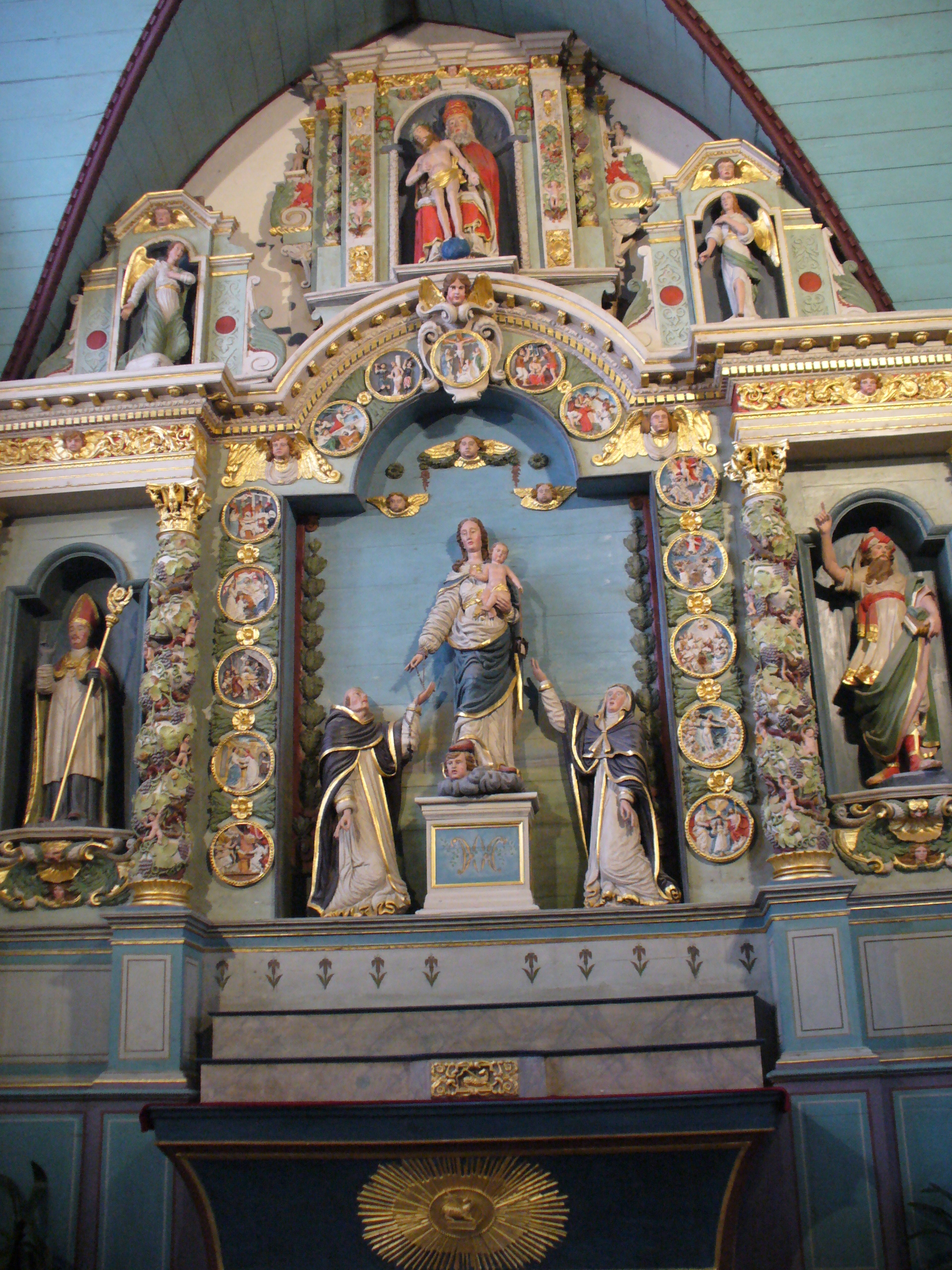
Rosenkranzaltar
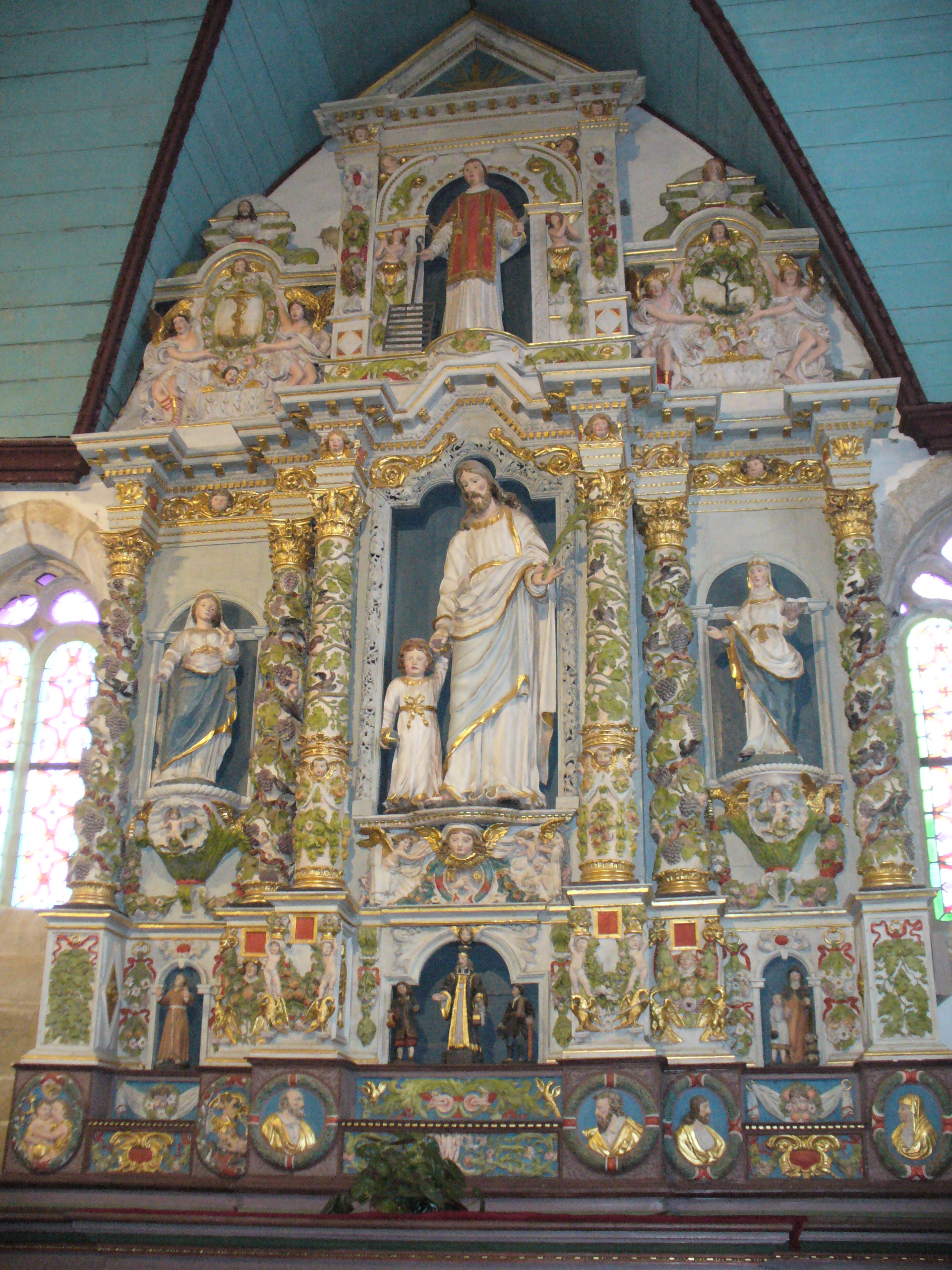
Josephsaltar
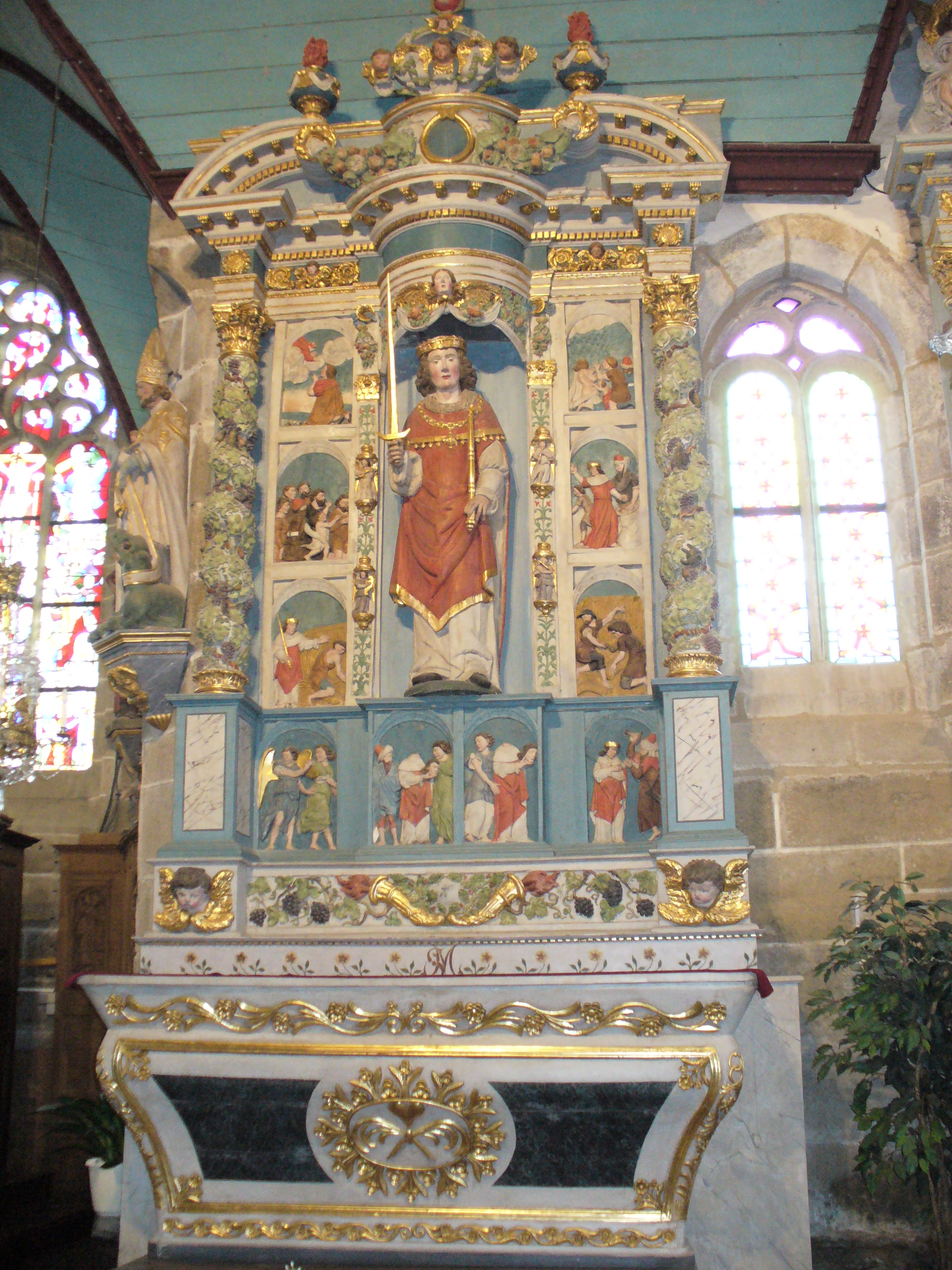
Altar des hl. Miliau: An der Innenseite des südlichen Seitenschiffs zeigt der Altar ihn als Königssohn von Aremorica mit erhobenem Schwert und Zepter, umgeben von 10 kleinen bemalten Reliefs, die Szenen aus seinem Leben erzählen.[7] Darunter befinden sich u. a. Darstellungen des Familiengebets mit seiner Frau Aurilia, die Verteilung von Brot an die Armen, die Ermutigung der Landarbeiter beim Einbringen der Ernte und Miliau zusammen mit seinem Sohn Méloir. Der Altar wird dem Künstler Guillerme Lerrel zugeschrieben und datiert von Ende des 16.  bzw. Anfang des 17. Jahrhunderts.
- Rosenkranzaltar: Dieser Altar im nördlichen Seitenschiff hat einen ähnlichen Aufbau wie der Josefsaltar. In der Mittelnische steht die Muttergottes mit dem Jesuskind auf einem Sockel, die dem links dargestellten hl. Dominikus den Rosenkranz reicht, während rechts die hl. Katharina von Siena zu ihr aufblickt. Die zentrale Nische ist umgeben von 15 runden Medaillons, die die Geheimnisse des freudenreichen, des schmerzhaften und des glorreichen Rosenkranzes wiedergeben.[8] In der linken Seitennische steht der hl. Nikolaus von Myra, in der rechten der Prophet Elija, manche sagen auch der hl. Zacharias.[3] In der oberen Etage hält Gottvater seinen toten Sohn, der auf der Weltkugel steht, wie bei einer Pietà in den Armen.[7]  - Rosenkranzaltar
  - Josephsaltar
  - Altar des heiligen Miliau

### Taufbecken
Das achteckige Taufbecken mit seinem prächtigen Baldachin im Renaissancestil aus kunstvoll geschnitzter Eiche stammt von 1675. Das Gesims des Baldachins wird von acht gedrehten Säulen mit korinthischen Kapitellen getragen, die mit geschnitztem Weinlaub und einer schier unbegrenzten Fülle von Blüten, Früchten und Insekten bedeckt sind. Im Bogenfeld der Vorderfront sind zu beiden Seiten eines kleinen Delfins unter einer Königskrone zwei Trompete blasende Engel zu sehen, an deren Trompeten wie bei Herolden zwei Fahnen mit den Wappen der Stifter hängen: des Sieur de Cornouailles und seiner Gemahlin Madame de Kergorlay, denen im 17. Jahrhundert der Herrensitz Kerbanalec bei Guimiliau gehörte.
Oberhalb des Gesimses erscheinen in Nischen des Tambours, die an den Ecken wie kleine Wachtürme wirken, 16 Heiligenfiguren, und zwar die Muttergottes mit dem Jesuskind, Jesus selbst, einmal als Guter Hirte mit einem Schaf auf den Schultern, zum anderen als Ecce Homo, dann die vier Evangelisten, die vier Kirchenlehrer Ambrosius, Augustinus, Hieronymus und Papst Leo I. sowie der Erzengel Michael, der hl. Rochus, der hl. Franz von Assisi, der hl. Ludwig IX., dem die Gesichtszüge König Ludwig XIV. verliehen wurden, und der Kirchenpatron, der hl. Miliau, gekleidet als Prinz von Aremorica. Darüber befindet sich unter einer weiteren Laterne eine Skulpturengruppe der Taufe Jesu im Jordan. Auf dieser Laterne steht ein Engel mit ausgebreiteten Flügeln.

### Kanzel
Die rechteckige, holzgeschnitzte Kanzel stammt aus dem Jahr 1677. Ihr Korb ruht auf einem von vier Engelsfiguren gebildeten Fuß und ist mit Reliefs verziert, auf denen die vier Evangelisten mit ihren Symbolen dargestellt sind, umgeben von Darstellungen der Kardinaltugenden und der christlichen Tugenden. An den Ecken stehen Statuen von vier Sibyllen.

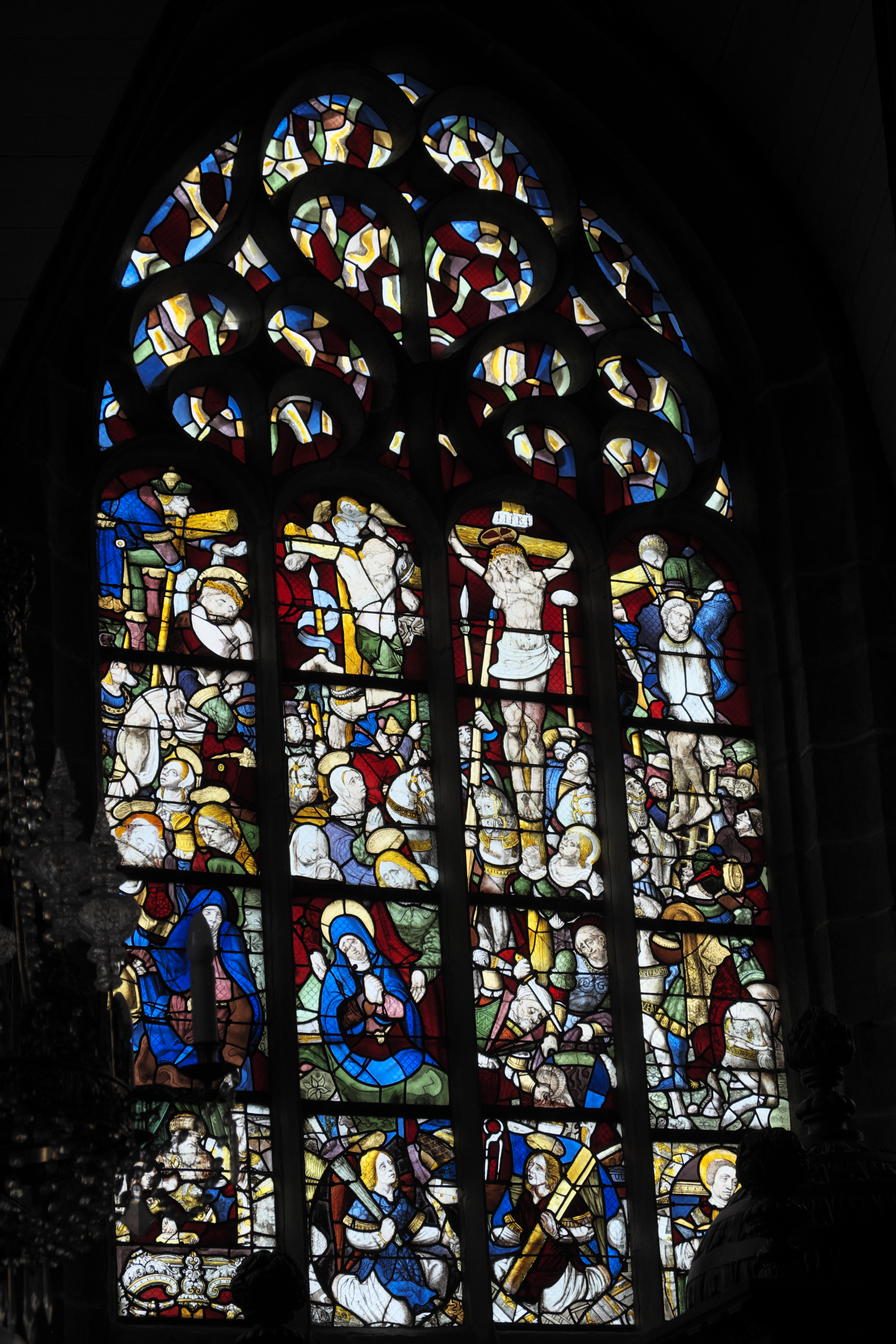
Kreuzigungsfenster

### Weitere Heiligenfiguren
An den Pfeilern des Chors befinden sich die Statuen des hl. Ivo Hélory in der Amtstracht eines Anwalts, des hl. Hervé im Mönchsgewand, des hl. Bischofs Paulinus Aurelianus und des hl. Michael, der sein Schwert und einen goldenen Schild über einem niedergeschlagenen Dämon schwingt und von dem es heißt, er sei „kostümiert wie ein Schauspieler (aus einem Stück) von Racine“.

### Prozessionsfahnen
Die Kirche besitzt zwei Prozessionsfahnen aus dem 17. Jahrhundert. Die Fahnen sind mit Seidenstickereien mit Gold- und Silberfäden verziert. Auf der Vorderseite einer Fahne sieht man eine Kreuzigungsgruppe und auf der Rückseite den hl. Miliau, den Kirchenpatron. Auf der anderen Fahne ist Maria dargestellt, die dem hl. Dominikus und der hl. Katharina von Siena den Rosenkranz überreicht, die Rückseite ist dem hl. Paulinus Aurelianus gewidmet.

### Kreuzigungsfenster
Das Glasfenster in der Mittelachse des Chors stammt aus der zweiten Hälfte des 16. Jahrhunderts, stellt auf den 3 rechten Lanzetten die Kreuzigung Christi und in der linken die Kreuzabnahme dar und stammt vielleicht aus der Werkstatt der Familie Le Sodec. Die anderen ursprünglichen Glasmalereien sind verschwunden.

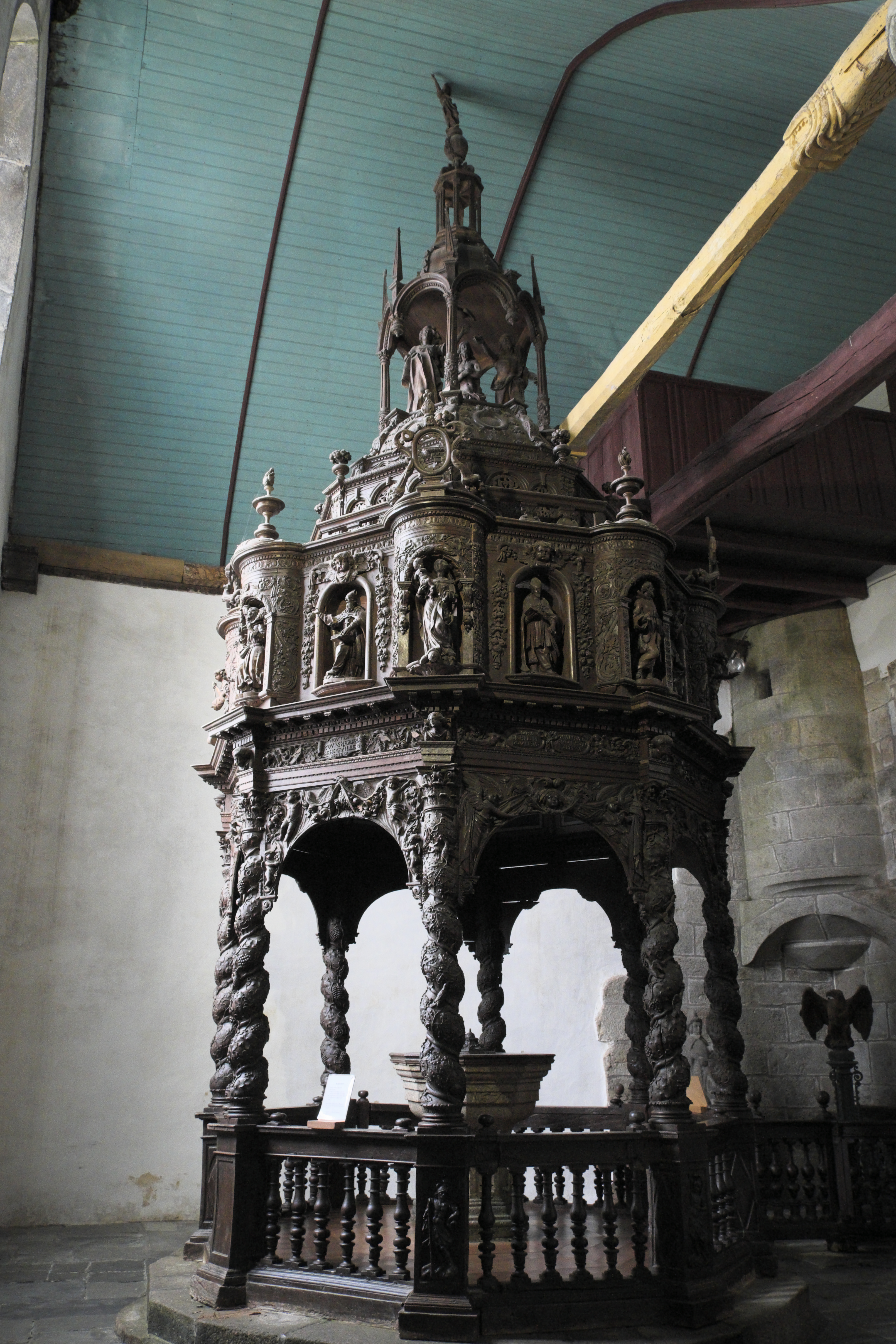
Taufbecken mit Baldachin
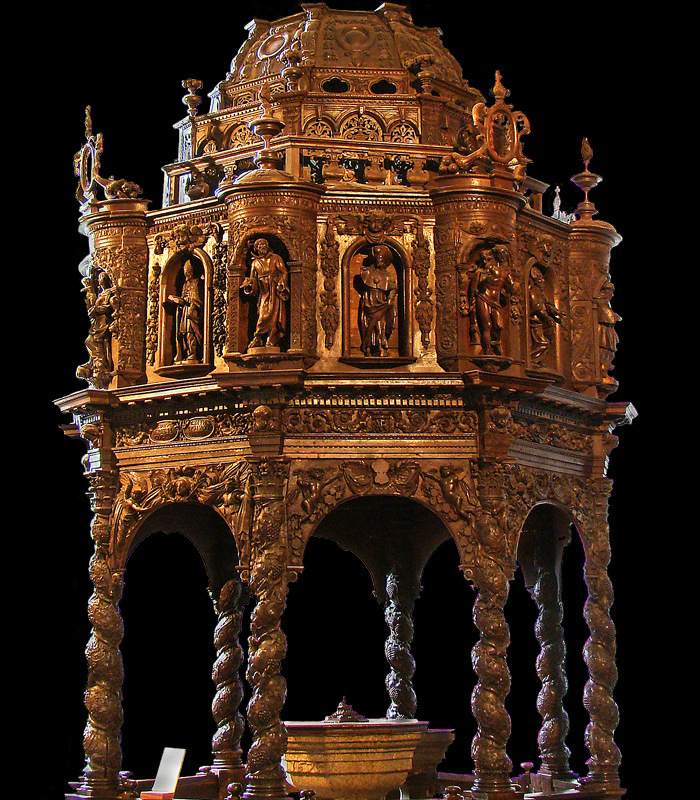
Baldachin (1675), Detail
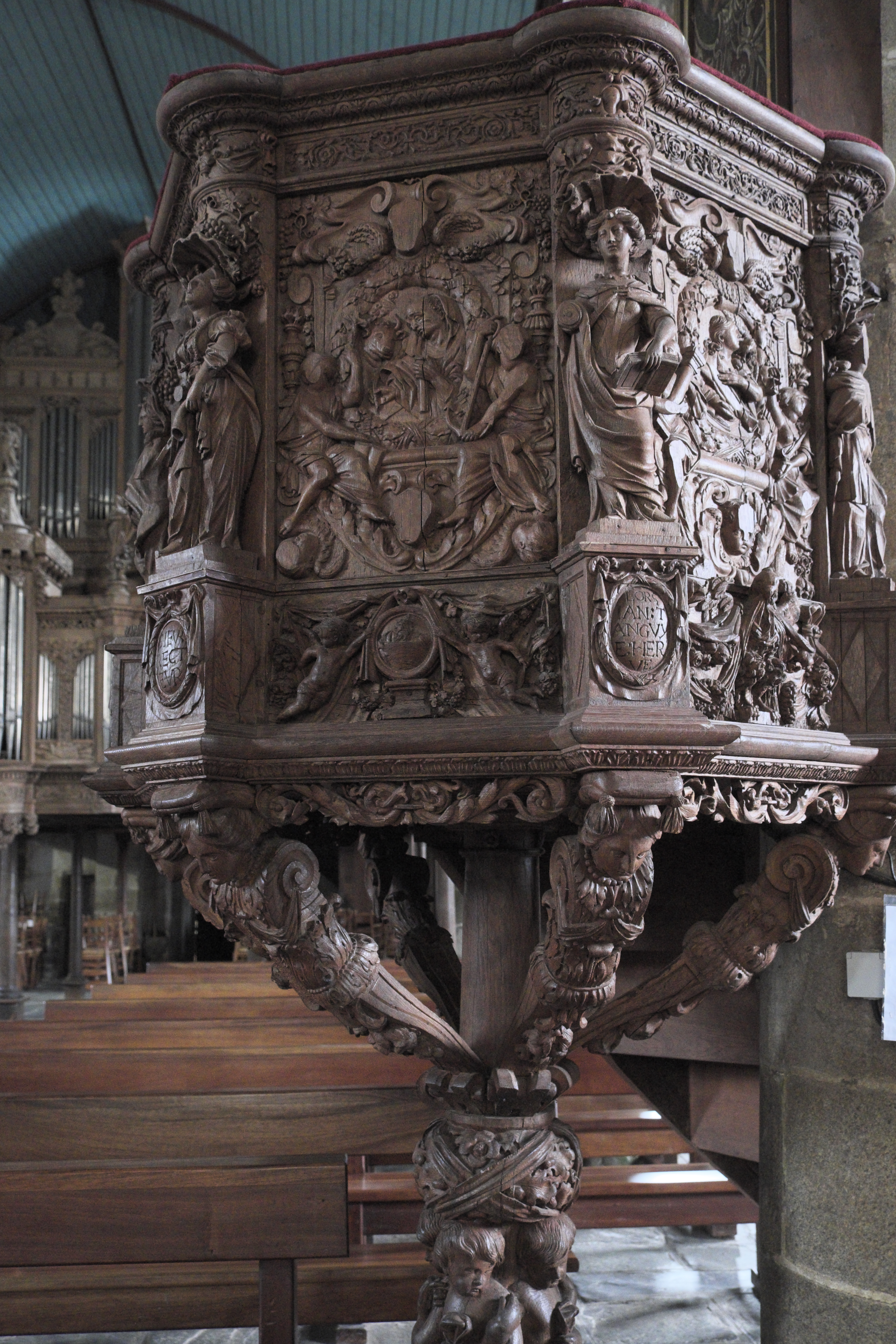
Kanzel
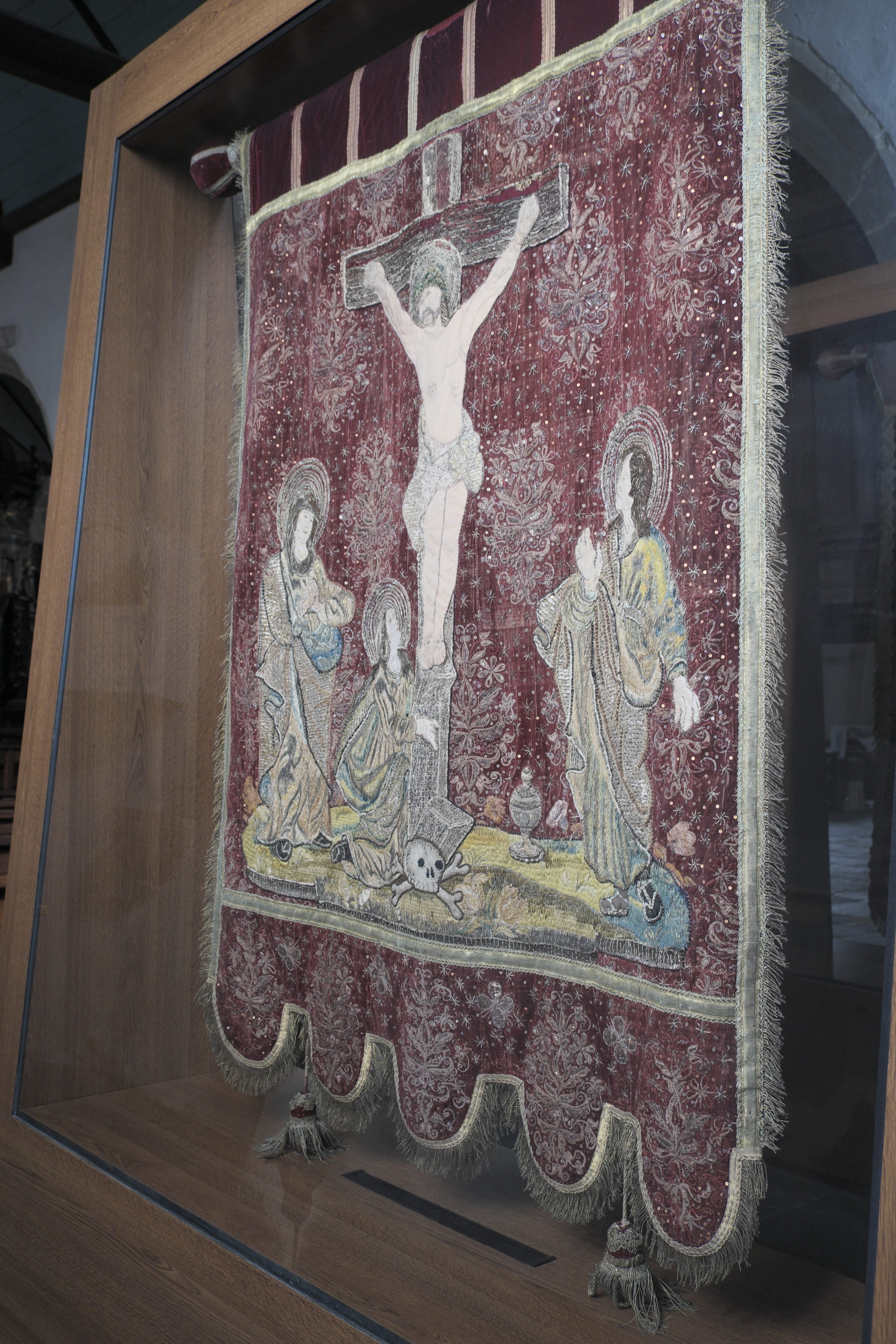
Prozessionsfahne mit Kreuzigungsgruppe
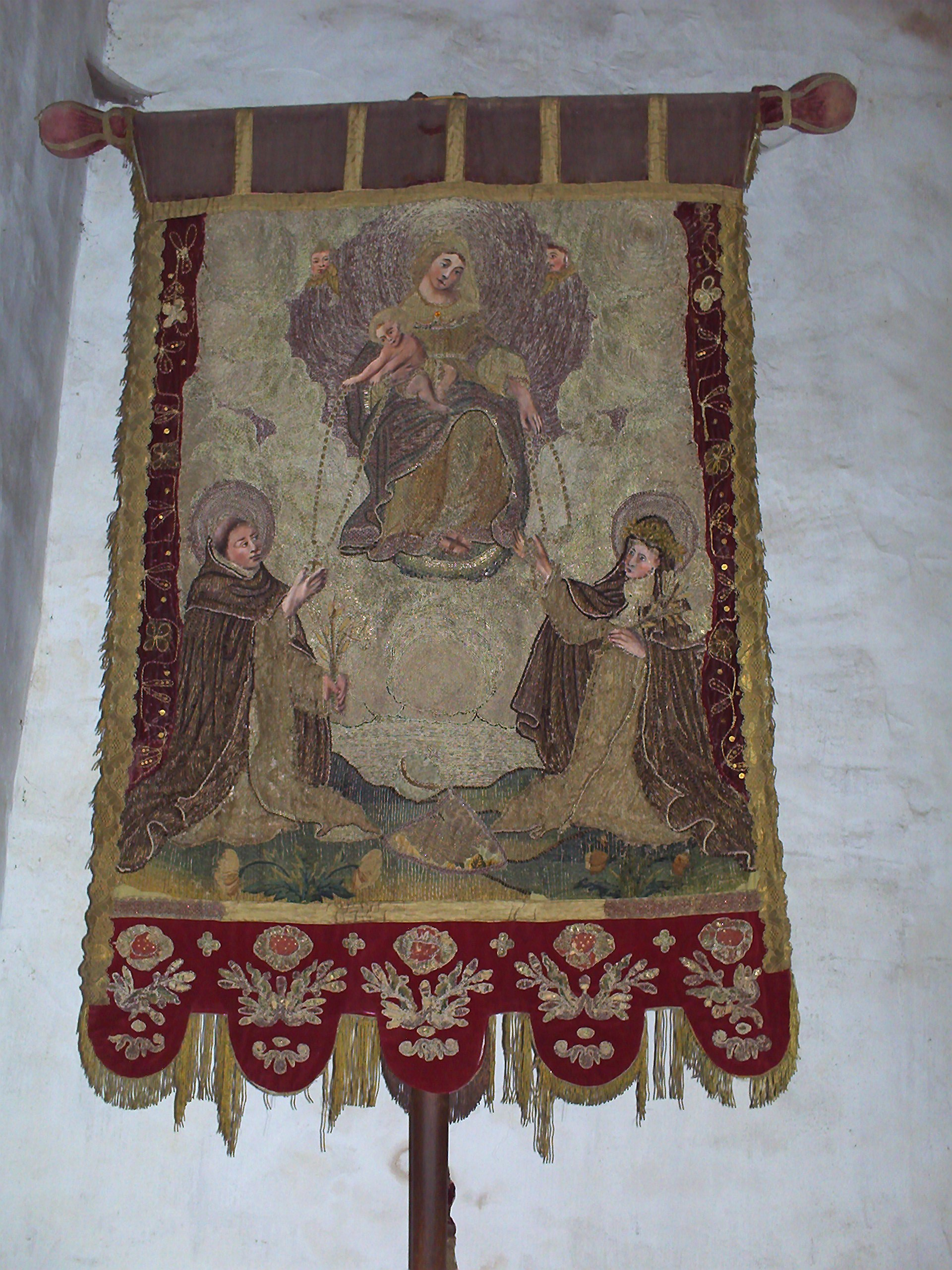
Prozessionsfahne mit Maria, dem heiligen Dominikus und Katharina von Siena
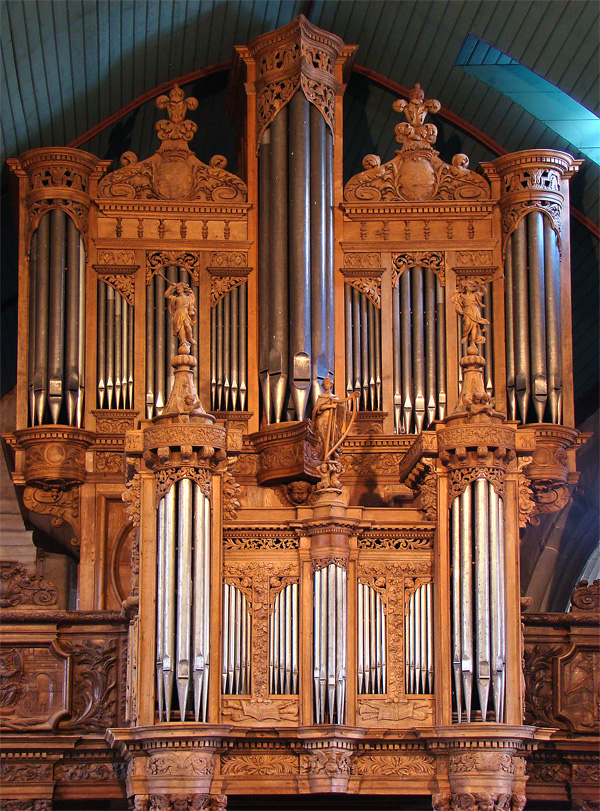
Orgel von 1677

## Orgel
Die Orgel mit ihrem Gehäuse aus dunkler Eiche wurde 1677 vom Orgelbauer Thomas Dallam angefertigt. Sie ist mit Basreliefs verziert, von denen eines König David darstellt, der vor der Bundeslade auf seiner Harfe spielt, ein zweites die hl. Cäcilia, Patronin der Kirchenmusik, die Orgel spielt, ein drittes den Triumph Alexanders des Großen nach einem Gemälde von Charles Le Brun (1642). Im 19. Jahrhundert wurde das Instrument mehrmals umgebaut.